# Styringomyia fumitergata
Styringomyia fumitergata là một loài ruồi trong họ Limoniidae. Chúng phân bố ở miền Australasia.